# Nanochromis wickleri
Nanochromis wickleri är en fiskart som beskrevs av Ulrich K. Schliewen och Melanie L. J. Stiassny 2006. Nanochromis wickleri ingår i släktet Nanochromis och familjen Cichlidae. Inga underarter finns listade i Catalogue of Life.